# Tatjana Zoković
Tatjana Zoković, coniugata Krvavica (Spalato, 7 ottobre 1931 – Spalato, 30 gennaio 2003), è stata una cestista jugoslava.

## Carriera
Con la Jugoslavia ha disputato i Campionati mondiali del 1959 e tre edizioni dei Campionati europei (1954, 1956, 1958).